# Periodo refrattario effettivo

Potenziale d'azione (risposta rapida)

In elettrocardiografia, durante il ciclo cardiaco, quando il potenziale d'azione si avvia, vi è un periodo di tempo nel quale un nuovo potenziale azione non può essere "riavviato". Questo è definito il periodo refrattario effettivo (PRE) del tessuto.
Questo periodo è anche noto come periodo refrattario assoluto (PRA), che è successivo all'ingresso degli ioni calcio nel miocita. Durante questo periodo, non si può produrre una nuova depolarizzazione nelle cellule miocardiche se non si ritorna alla fase 4 del potenziale.
Il PRE agisce come un meccanismo di protezione e mantiene la frequenza cardiaca sotto controllo, previene aritmie e aiuta a coordinare la contrazione muscolare. I farmaci antiaritmici utilizzati per le aritmie di solito prolungano il periodo refrattario effettivo.